# Lean (Tanzpose)

US-Patent der „Lean“-Vorrichtung

Der Lean (engl. „sich lehnen“) ist eine Pose aus Michael Jacksons Musikvideo Smooth Criminal aus dem Spielfilm Moonwalker und neben dem Sidewalk und dem Moonwalk eine der bekannten Tanzelemente aus dem Repertoire des Sängers. Der Tänzer kann dabei seinen Oberkörper derart weit nach vorne positionieren, dass der Körperschwerpunkt weit vor die Fußspitzen verlagert wird. So wird die Illusion erzeugt, der Tänzer könne sich ohne umzufallen entgegen der Schwerkraft in der Luft halten (daher die Bezeichnung „lean“).
Jackson erfand diesen Schritt während der Dreharbeiten zum Musikvideo Smooth Criminal, als der Effekt noch durch eine Seilvorrichtung erzeugt wurde. Eine ähnliche Tanzpose ist allerdings bereits in dem Film Bühne frei für Marika aus dem Jahre 1958 in der Weltraum-Szene zu sehen.
Eine Methode zur Ausführung ist die Verwendung spezieller Absätze in Schuhen, die in Vorrichtungen am Boden eingehakt und fixiert werden. Die Absatzkonstruktion ist in den USA von Jackson als Patent angemeldet worden und wird darin als „anti-gravity illusion“ bezeichnet.
Im Jahr 1992 wurde bei Bühnenauftritten während der Dangerous World Tour erstmals die Haken-Vorrichtung eingesetzt. Ein Tänzer am anderen Ende der Bühne sorgte dabei für die nötige Ablenkung, sodass Jackson und seine Tänzer im abgedunkelten Bereich der Bühne ihre Schuhe ungesehen am Boden fixieren konnten. Dieses Verfahren wurde auch bei der nachfolgenden HIStory Tour von 1996 bis 1997 beibehalten.
Bei einem Konzert in Tokyo 1996 ging die Aufführung schief. Jackson fiel vorne über und musste sich mit den Händen auf dem Boden abstützen, blieb allerdings unverletzt. Bei einem Konzert in München im Jahr 1997 blieb einer der Tänzer nach dem Lean beim Enthaken kurzzeitig mit dem Schuh an einem der beiden Nägel hängen.